# Алта (Калифорнија)
Алта (енгл. Alta) насељено је место без административног статуса у америчкој савезној држави Калифорнија.

## Демографија
По попису из 2010. године број становника је 610.
| Група             | 2000.    | 2010.       |
| Белци             | 0 (0,0%) | 574 (94,1%) |
| Афроамериканци    | 0 (0,0%) | 1 (0,2%)    |
| Азијати           | 0 (0,0%) | 5 (0,8%)    |
| Хиспаноамериканци | 0 (0,0%) | 23 (3,8%)   |
| Укупно            | 0        | 610         |